# Григорівка (Бориспільська громада)
Григорі́вка —  село в Україні, у Бориспільському районі Київської області. Населення становить 81 осіб. Входить до складу Бориспільської міської громади.
Розташоване за 22 км на північний схід від Борисполя, у низинній місцевості, на березі невеликої річки Красилівки.

## Історія села
Назва пішла від імені першого поселенця Григорія Чуряка, який поселився тут 1926 року. Німецько-радянська війна принесла у село дворічну німецьку окупацію, з 23 вересня 1941 року до 23 вересня 1943 року. Вигнання німецьких військ з Бориспільського району почалося у вересні 1943 року, у цей час тут діяли дві армії (38-а — під командуванням Никандра Чибісова, 40-а — під командуванням Кирила Москаленка). 23 вересня в село увійшла частина 240-ї стрілецької дивізії під командуванням полковника Уманського Терентія Хомича і відновила російську окупацію.
За даними на 1994 рік, у Григорівці налічується 86 дворів і 82 жителі.

## Населення

### Мова
Розподіл населення за рідною мовою за даними перепису 2001 року:
| Мова       | Кількість | Відсоток |
| ---------- | --------- | -------- |
| українська | 77        | 95.06%   |
| російська  | 4         | 4.94%    |
| Усього     | 81        | 100%     |